# Huawei P30
Huawei P30  — смартфон компанії Huawei, представлений 26 березня 2019 року на офіційному заході в Парижі разом з іншим смартфоном з цієї лінійки Huawei P30 Pro.
Початок продажів в Україні — 5 квітня 2019 року.

## Зовнішній вигляд
Скляний корпус смартфона без вигинів має металеву рамку по периметру. Huawei P30 має тонкі грані, краплеподібний виріз для фронтальної камери та розмовного динаміка спереду, сканер відбитків пальців вбудовано в самий екран апарату.
Габарити: ширина 71.36 мм, висота 149.1 мм, глибина 7.57 мм, вага — 165 грамів.
Випускається у 3 кольорах — перловий (Breathing Crystal), полярне сяйво (Aurora) і чорний (Black).
Особливість кольорів Huawei P30 — градієнтна задня частина. У перловому кольорі задня поверхня біло-блакитна, у кольорі полярне сяйво — синя з переходом у смарагдовий.

## Апаратне забезпечення
Апарат має 8-ядерний процесор Hisilicon Kirin 980. 2 ядра Cortex-A76 з частотою 2.6 ГГц, 2 ядра Cortex A76 з частотою 1.92 ГГц та 4 ядра Cortex-A55 з частотою 1.8 ГГц. Графічне ядро — Mali-G76 MP10.
Huawei P30 має дисплей типу OLED з діагоналлю 6.1" і роздільною здатністю 2340x1080, підтримує режим HDR10 та профіль кольорів DCI-P3. Співвідношення сторін 19.5:9.
Внутрішня пам'ять телефону складає 128 ГБ, оперативна пам'ять — 6 ГБ.
Акумулятор незнімний Li-Pol 3650 мА/г із швидкою зарядкою Huawei SuperCharge 22.5 Вт.
Huawei P30 має 3 модуля камери Leica: 40 МП (f/1.8, ширококутна) + 20 МП (f/2.2, 16 мм ультраширококутна) + 8 МП (f/2.4, 125 мм телевік, має 3 кратний оптичний зум). Фронтальна камера 32 (f/2.2),

## Програмне забезпечення
Huawei P30 працює на операційній системі Android 9.0 (Pie) з графічною оболонкою EMUI 9.1.
Підтримує стандарти зв'язку: GSM 850/900/1800/1900 МГц, UMTS 850/900/1900/2100 МГц, LTE 1-9, 12, 17-20, 26, 28, 32, 34, 38, 39, 40.
Бездротові інтерфейси: WiFi 802.11 a/b/g/n/ac, Bluetooth 5.0, BLE, SBC, AAC, aptX, aptX HD, LDAC і HWA Audio, NFC. Смартфон підтримує навігаційні системи: GPS, A-GPS, ГЛОНАСС, BeiDou, Galileo.
Найнижча ціна в Україні на модель в кольорі Black — 18 350 грн.